# Mannheim
Mannheimⓘ este un oraș în sud-vestul Germaniei (landul Baden-Württemberg), situat la vărsarea râului Neckar în fluviul Rin. Are 315.000 de locuitori, fiind al doilea oraș ca mărime (după Stuttgart) al landului. Este un important centru industrial, comercial, cultural și universitar.

## Istorie și evoluție urbanistică
Micul sătuc de pescari Mannenheim este atestat documentar pentru prima oară în 766, în Codexul Laureshamensis. În 1606 principele elector Frederic al IV-lea (1583-1610) a ridicat la Mannenheim, cu ajutorul unei comunități de coloniști protestanți refugiați în timpul stăpânirii spaniole din Țările de Jos, citadela pe plan heptagonal Friedrichsburg, despărțită la nord de așezarea propriu-zisă. Aceasta a fost, la rândul ei, fortificată și reînnoită conform unui plan care prevedea o rețea de străzi intersectate în unghi drept, conceput de arhitectul olandez Bartel Janson. Interesul brusc pentru Mannenheim s-a datorat situației marcate de conflictul dintre Maximilian I al Bavariei și principii protestanți, care se reuniseră în Uniunea Protestantă, condusă de Frederic al IV-lea. Localitatea avea avantajul unei poziții plane și interesante din punct de vedere strategic, la vărsarea râului Neckar în Rin. În 1607 localitatea a fost ridicată la rangul de oraș.
În cursul Războiului de 30 de Ani, orașul a fost ocupat în 1622 de trupele Ligii Catolice, conduse de generalul Tilly, și a suferit mari distrugeri. Principele elector Carol Ludovic (1648-1680) a înlesnit, după război, opera de reconstrucție prin acordarea de privilegii privind libertatea meșteșugurilor și cea confesională. Aceste libertăți au atras noi cetățeni în oraș, mai ales hughenoți și valoni. În mijlocul citadelei Friedrichsburg a fost înălțat pe atunci un prim castel, probabil, de dimensiuni impozante. 

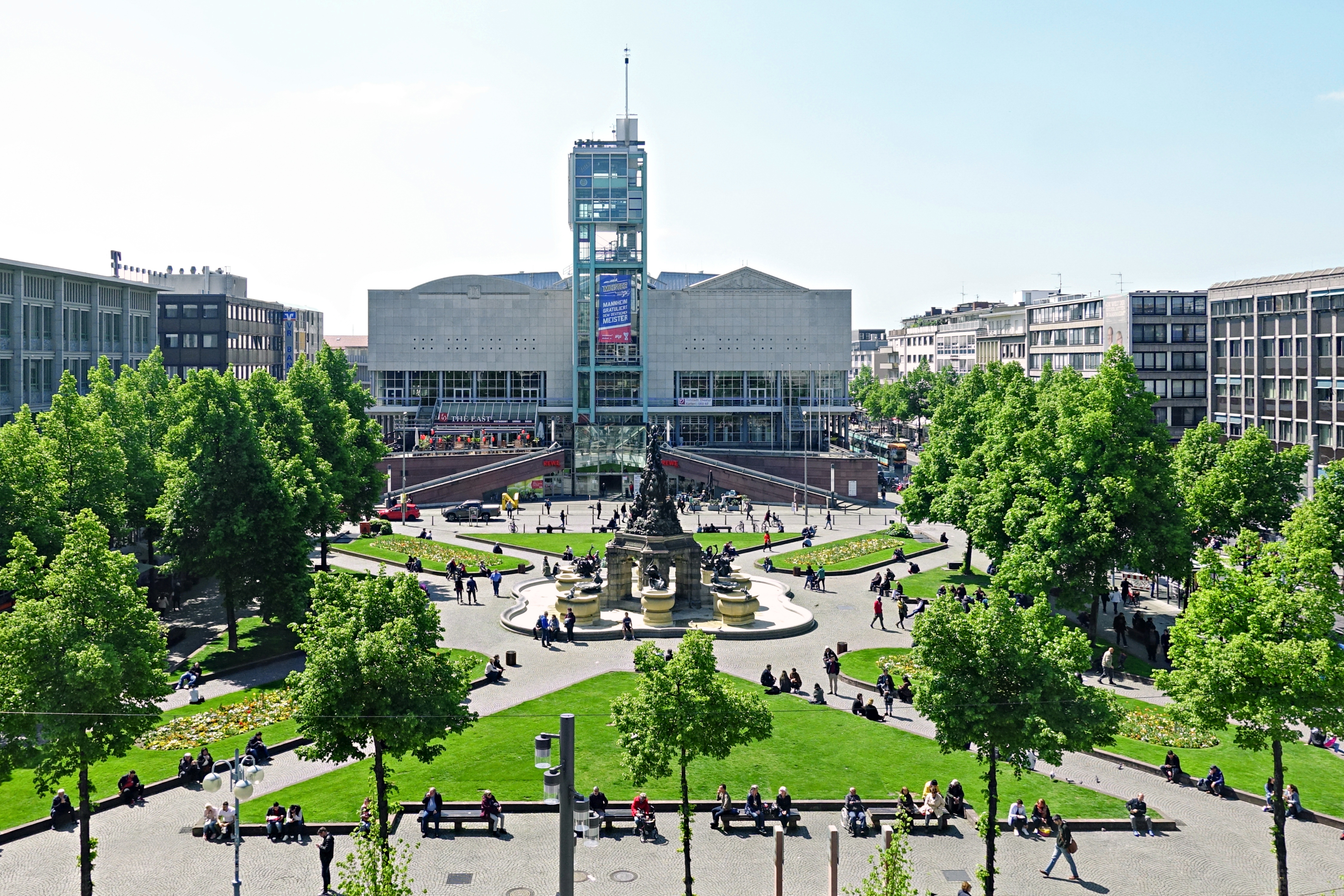
Piața de Paradă

Orașul a fost din nou distrus în timpul Războiului Succesiunii Palatine, de această dată de trupele franceze (1689). Aceste distrugeri au afectat toate clădirile ridicate în decursul secolului al XVII-lea. Cu reconstrucția orașului a fost însărcinat  imediat după devastare generalul de origine olandeză Menno van Coehoorn (1641-1704), expert în fortificații. Coehoorn a rezolvat problema unificării spațiului civic cu fosta citadelă printr-un sistem unic de fortificație, planificând reședința și viitorul Oraș de Sus (Oberstadt) pe arealul citadelei și preluând planul rectangular al rețelei de străzi de la fosta localitate. Populația de burghezi și meseriași s-a putut stabili pe malul Neckarului. Zona fostelor fortificații rămăsese, deocamdată, virană, conform indicațiilor princiare. Aici, în actuala zonă O1 se află Paradeplatz (Piața de Paradă și aleea Planken, care lega porțile Rhein-Tor și Heidelberger Tor. Planul era orientat pe axele principale sud-sud-vest și est-sud-est, care corespund străzilor actuale Kurpfalzstraße și Planken.

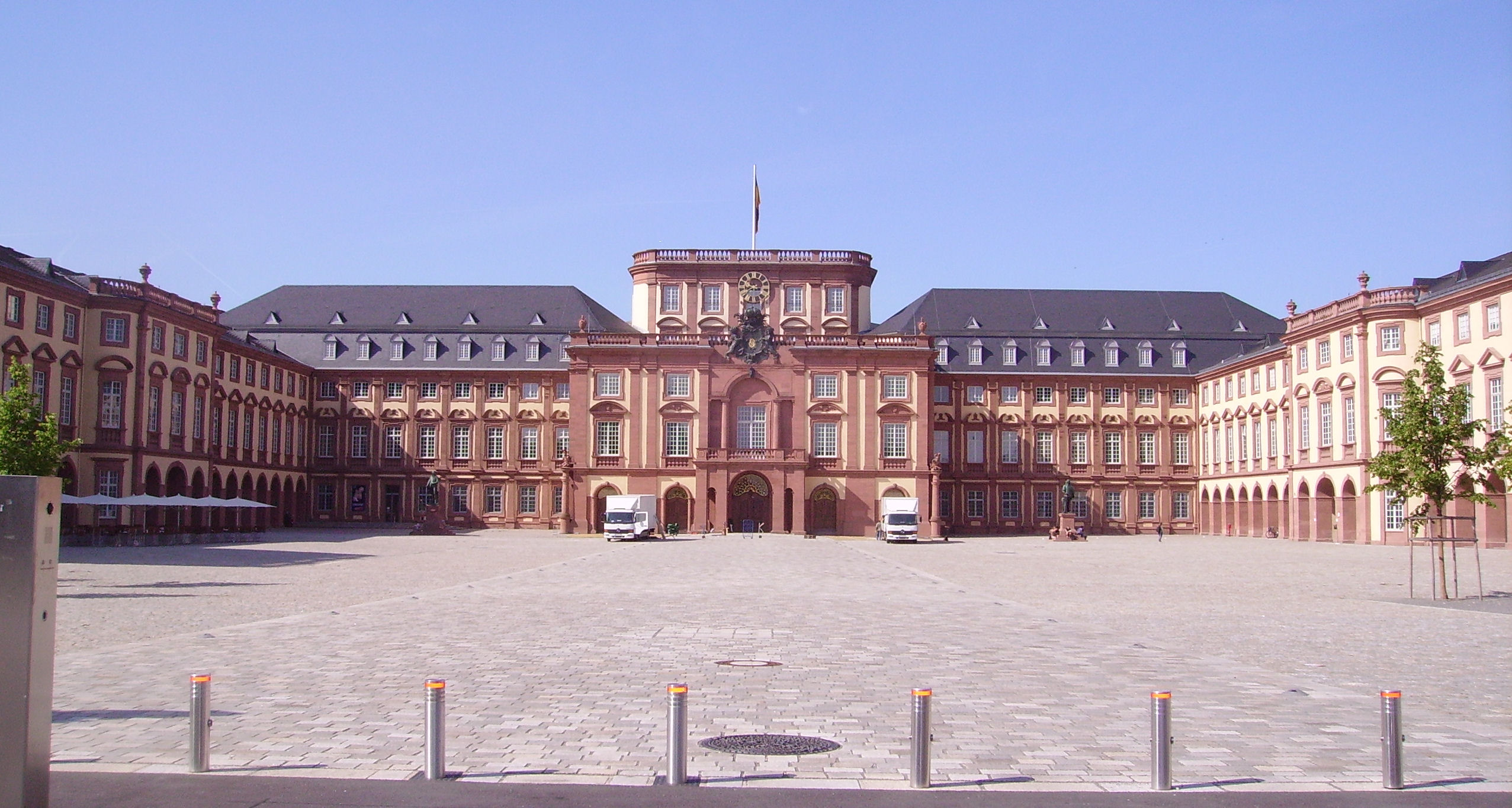
Castelul din Mannheim, Corps de logis

În 1720 principele Carol Filip (1716-1742) din linia catolică de Pfalz-Neuburg a mutat reședința Palatinatului Elector de la Heidelberg la Mannheim și a pus piatra de temelie a viitorului castel, construit în stilul barocului târziu între 1720 și 1760. Acest ansamblu de reședință a fost la vremea aceea al doilea ca mărime în Europa, după Versailles. Sub domnia principelui Carol Teodor (1724-1799) orașul a cunoscut o perioadă de prosperitate economică și de înflorire din punct de vedere cultural, care a fost curmată în 1778, odată cu mutarea reședinței principelui la München, intervenită datorită succesiunii sale în cadrul liniei sudbavareze ale casei Wittelsbach.  În 1778 Freiherr von Dalberg devine primul intendent al teatrului național din Mannheim. Viața culturală a orașului a fost în acea perioadă foarte bogată în evenimente, curtea de la Mannheim dobândind un renume internațional mai ales datorită cultivării muzicii, dansului, teatrului și artelor plastice. Mozart a susținut la castel un prim concert în 1777, pentru a reveni des în orașul în care se dezvoltase, prin prima "Școală de la Mannheim", stilul muzical premergător perioadei clasice vieneze. Reședința, supranumită "Atena Palatinatului", i-a atras, de asemenea, pe Voltaire, Lessing și Kleist. Principele Carol Teodor a înființat la Mannheim "Academia Palatină de Științe", azi transformată în "Academia Științelor din Heidelberg", și "Societatea Germană de Cultivare a Limbii și Literaturii Germane". După mutarea reședinței la München, orașul și-a pierdut valoroasele colecții princiare de artă. În 1779 s-a înființat la Mannheim Teatrul Național, la care a avut loc la 13 ianuarie 1782 premiera piesei Hoții (Die Räuber) de Friedrich Schiller. Scriitorul se refugiase la Mannheim din cauza constrângerilor ducelui absolutist de la Stuttgart, Carol Eugen. În anul 1839 această instituție a trecut din custodia princiară în cea a orașului. 

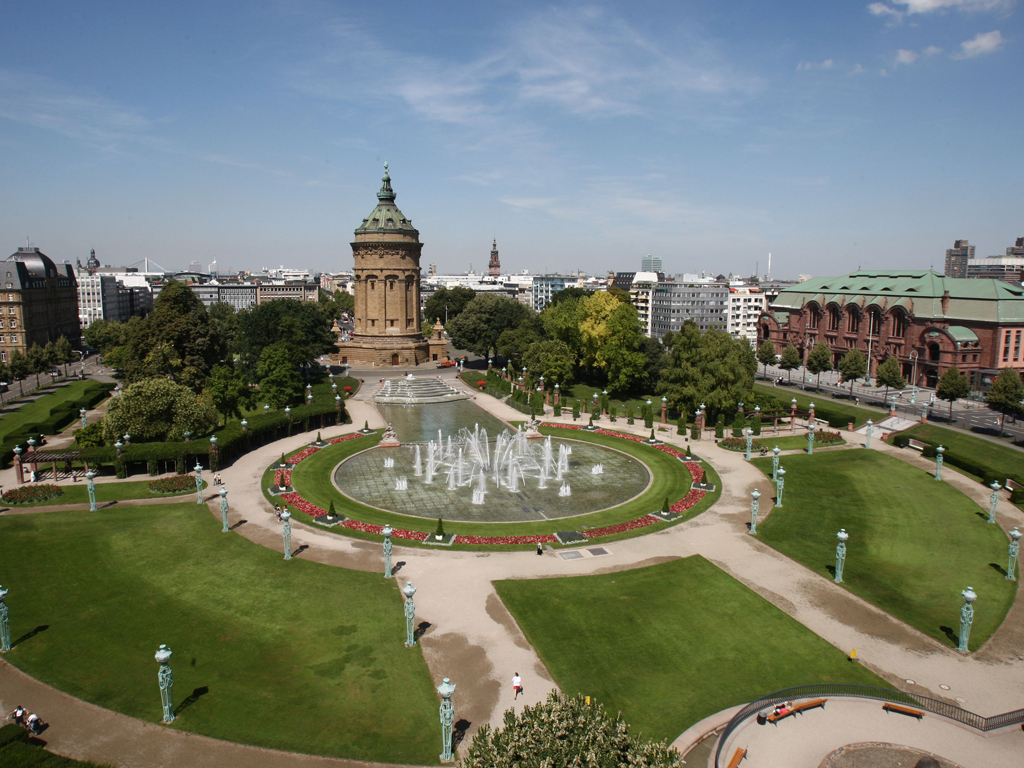
Turnul de Apă

În timpul Revoluției Franceze și al Războaielor Napoleoniene orașul a fost cucerit, succesiv, de către francezi (1795) și austrieci, iar Palatinatul a dispărut ca stat (1803). Mannheim a intrat, prin reorganizarea teritorială impusă de Napoleon, în componența Marelui Ducat Baden. În anul 1799 fuseseră distruse zidurile de fortificație ale orașului. În locul lor s-au amenajat parcuri, proiectate de Friedrich Ludwig von Sckell. Castelul din Mannheim a servit între anii 1806 și 1812 drept reședință Marelui Duce Moștenitor Carol (1786-1818), apoi văduvei sale, Stéphanie de Beauharnais (1789-1860). Orașul și-a pierdut în decursul secolului al XIX-lea importanța politică, însă a devenit un important centru comercial și industrial. 

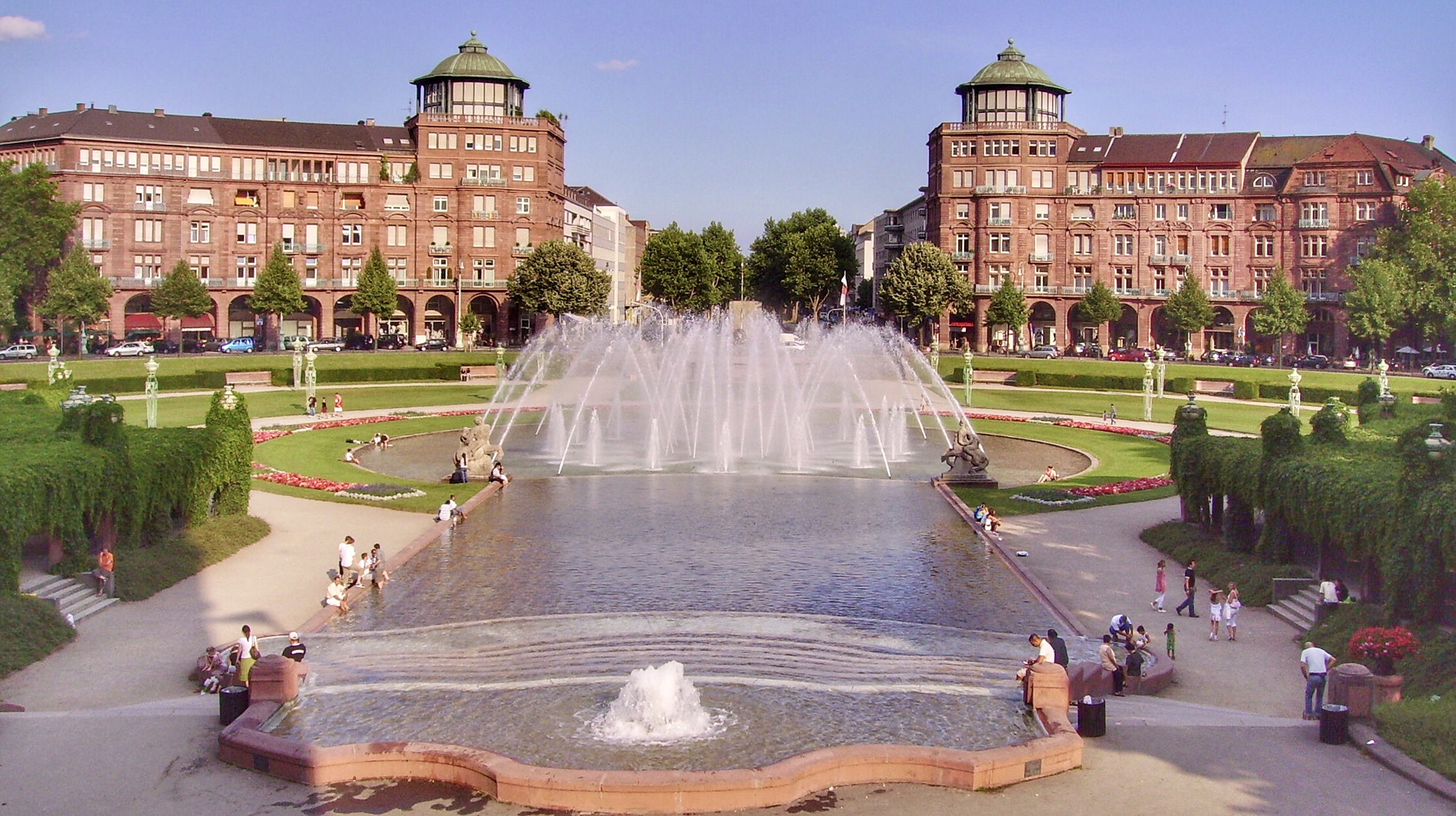
Friedrichsplatz.

Premizele dezvoltării economice au fost liberalizarea comerțului naval de pe Rin și extinderea amenajărilor portuare din arealul orașului care a urmat acestei reforme (1834-1840 și 1885/1887). Din 1870 iau ființă mai multe fabrici în zonele limitrofe, ocupate, inițial, de grădini, unde se construiesc colonii muncitorești. Ca reacție la condițiile insalubre și la lipsa de spațiu care domneau în aceste colonii, a luat naștere, mai târziu, mișcarea "Orașului-Grădină", după modelul dat de "Garden city movement" în Anglia. Acestei mișcări i se datorează construcția suburbiilor din Mannheim-Waldhof (1912) și Almenhof (azi aparținând de Mannheim-Neckarau, 1925). Porțiunea de est a orașului a fost proiectată începând cu deceniul șapte al secolului al XIX-lea. Evoluția urbanistică a fost dirijată pe atunci de arhitecții Gustav Uhlmann și Richard Perrey. La începutul secolului al XX-lea au fost intensificate eforturile de a ridica noul Oraș de Est, care urma să găzduiască în 1907 "Expoziția Jubiliară de Artă și Horticultură" destinată comemorării a 300 de ani de la înființarea orașului. Arhitectul Bruno Schmitz a conceput, cu această ocazie, piața Friedrichsplatz și clădirile ei, conform unor concepte influențate de caracterul baroc al orașului, dar aparținând stilului Art Nouveau. Lucrările la acest ansamblu urbanistic au durat din 1899 până în 1902. Piața este dominată de Turnul de Apă, construit între 1886 și 1889, după planurile lui Gustav Halmhuber. Principii moderne au stat, în schimb, la baza proiectelor lui Hermann Billing și Max Laeuger. Primul este arhitectul Galeriei de Artă din Mannheim (Kunsthalle), al doilea a proiectat pavilionul Marii Expoziții de Horticultură.

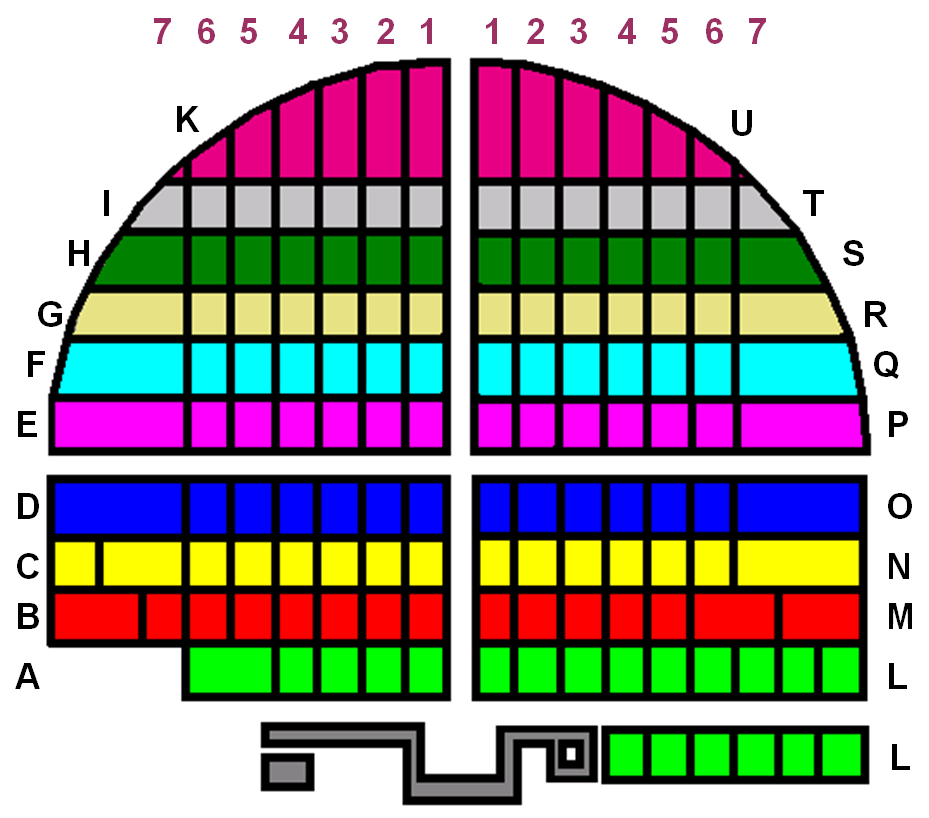
Planul orașului vechi format din sectoare pătrate. Aceste sectoare sunt desemnate cu ajutorul unei grile de litere și cifre

În cursul celui de-al Doilea Război Mondial orașul, un important centru industrial al Germaniei, a fost bombardat de către aliați în 151 atacuri aeriene și distrus, din nou, aproape în întregime. Cultura germană a pierdut astfel clădirea Teatrului Național, a celei mai vechi instituții de teatru din spațiul german, care fusese administrată local. După reconstrucția postbelică, bazată pe elementele din beton armat, Mannheim devine un important centru industrial, universitar și cultural. Corpul central și biserica reședinței princiare au fost reconstruite conform vechilor planuri, restul ansamblului a adăpostit, după 1945, o parte din universitate și a suferit de aceea modificări care contravin caracterului originar al monumentului. Planul actual al orașului vechi dintre Rin și Neckar respectă substanța istorică din 1607, având o formă semicirculară, asociată radial curții castelului, și fiind compus dintr-o grilă de 144 pătrate. Datorită acestei structuri specifice, s-a impus, cu anumite modificări, un sistem de denotare al adreselor asemănător celui de pe o tablă de șah, care fusese deja adoptat în 1811. Acesta renunță la numele de străzi, denumind în schimb sectoarele pătrate conform unor coordonate formate din cifre și litere.    

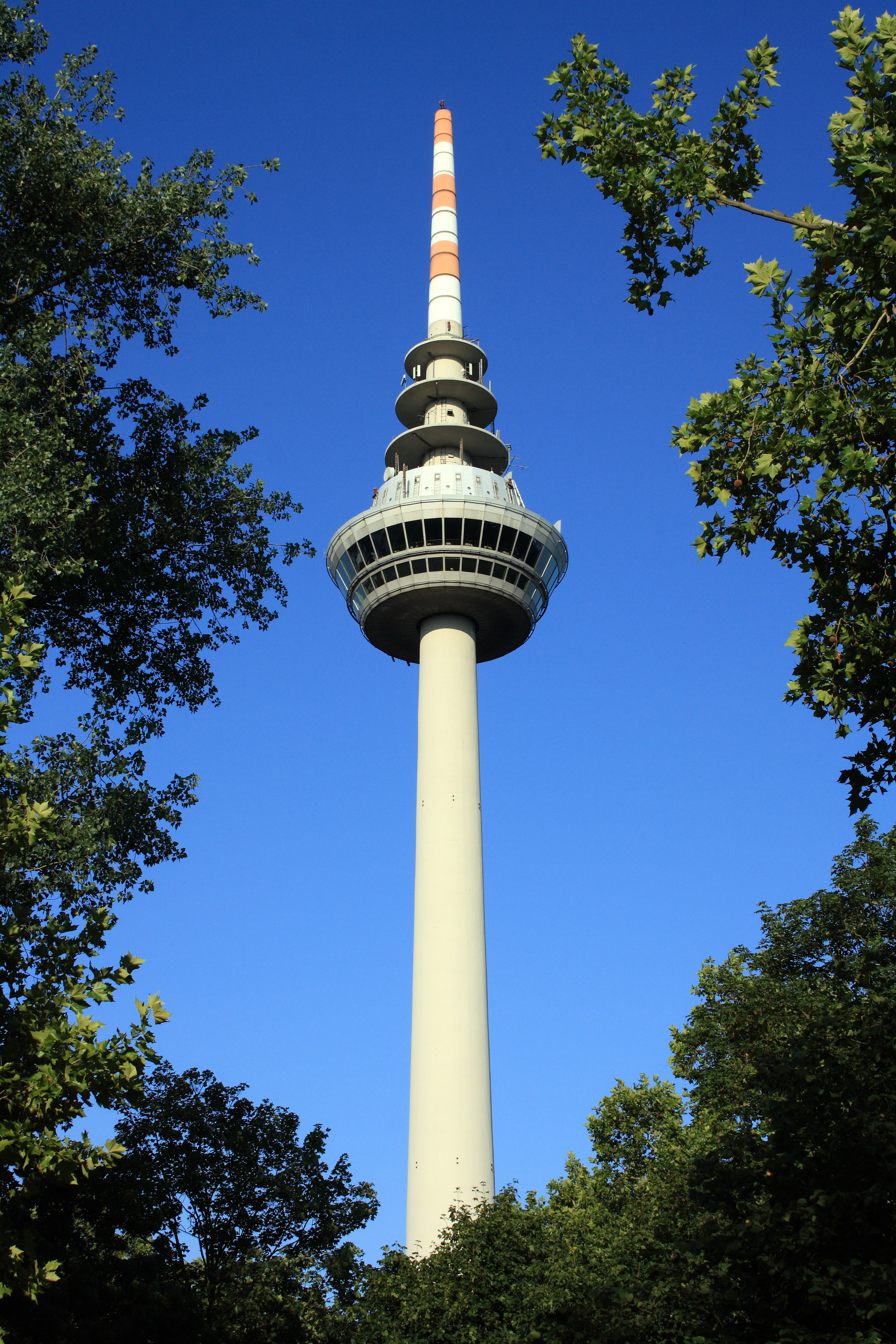
Turnul de Telecomunicații

În 1975, cu ocazia Expoziției Federale de Horticultură (Bundesgartenschau), s-a construit Turnul de Telecomunicații. În ultimele decenii ale secolului XX s-au realizat Planetariul, noul corp al Galeriei de Artă, noul muzeu Reiss-Engelhorn, primăria, noul areal al Târgului de Mai, noua sinagogă, moscheea Yavuz-Sultan-Selim, Muzeul Tehnic al landului Baden-Württemberg, Stadionul Carl Benz și Tunelul Fahrlach. În 2001 silueta orașului a căpătat un nou accent prin ridicarea sediului Asigurărilor Victoria, așa-numitul Victoria-Turm, o construcție postmodernă de 97 metri înălțime, cu o fațadă de sticlă.

## Economie
Zona industrială Mannheim-Ludwigshafen este una din cele mai active din sud-vestul Germaniei, beneficiind de o infrastructură de transport foarte dezvoltată. Mannheim este un important nod feroviar, are un port (la vărsarea Neckarului în Rin), un aeroport militar și unul civil (deschis doar traficului național). Prin regiune trec nu mai puțin de 7 autostrăzi (A5, A6, A61, A67, A650, A656, A659). Printre multe altele, DaimlerChrysler are în Mannheim o uzină care produce autobuze Mercedes-Benz.

## Cultură

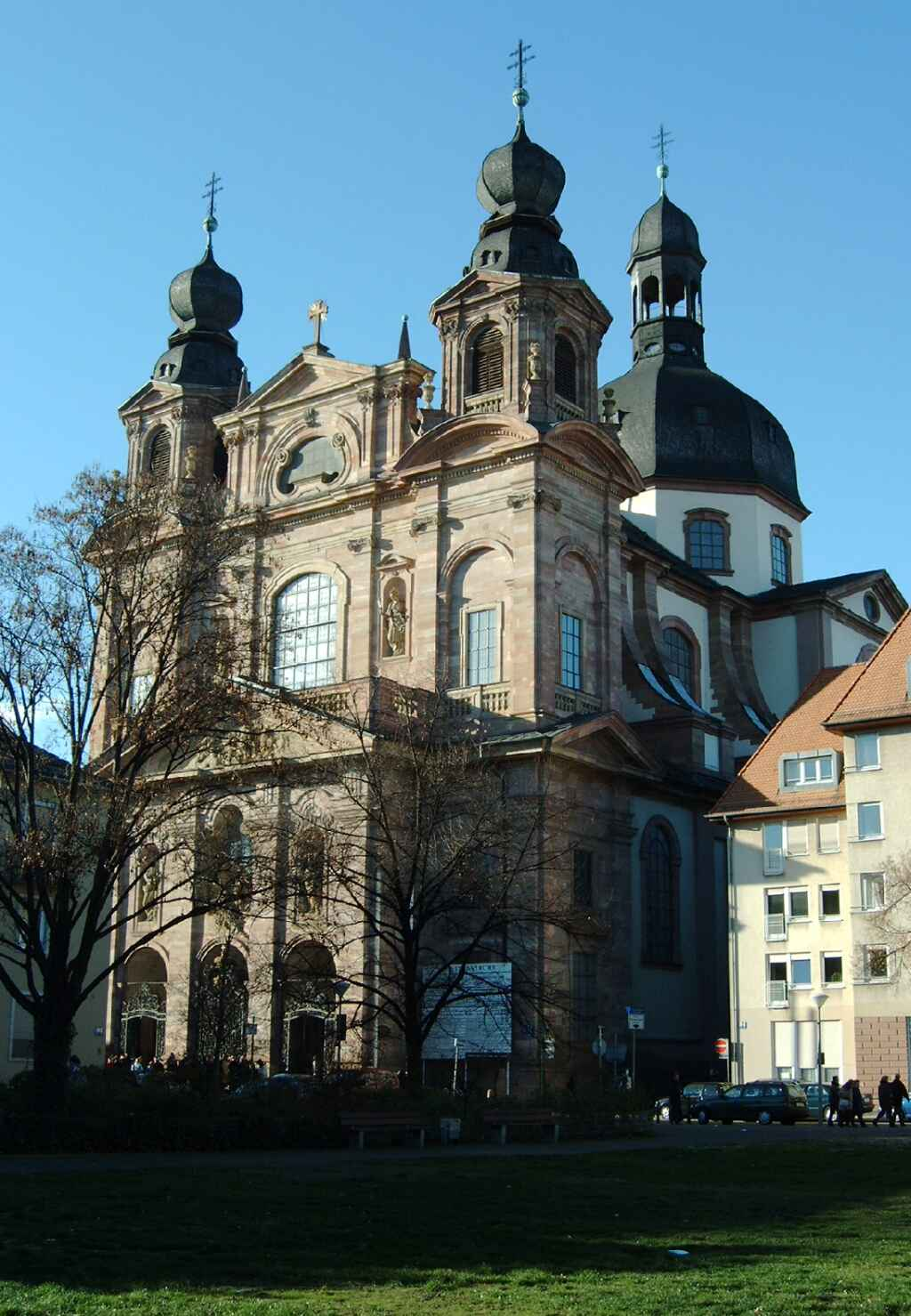
Biserica Iezuiților din Mannheim

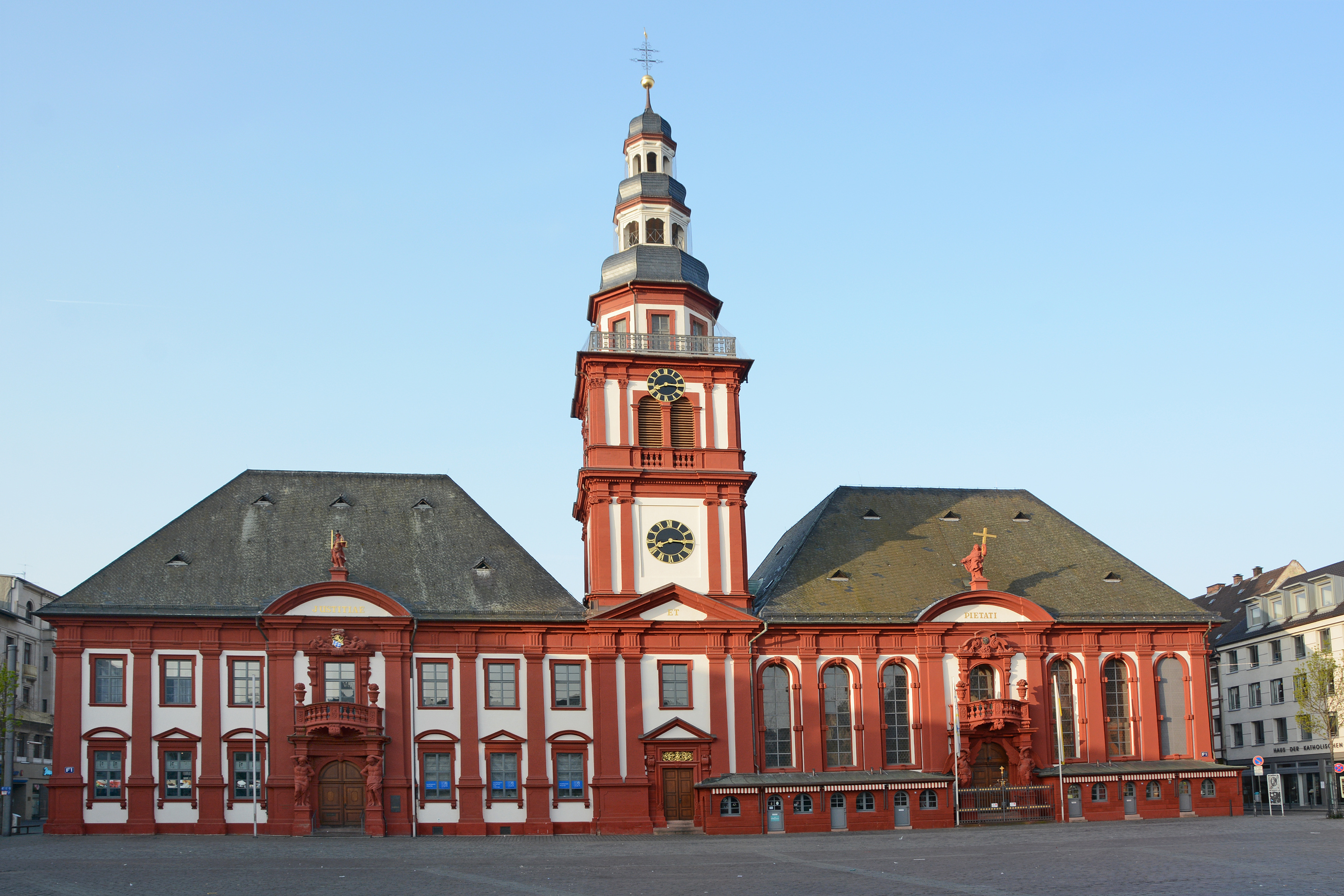
Vechea Primărie

### Monumente
- Fostul castel princiar, azi sediu al Universității din Mannheim. Ansamblul a fost construit între 1720 și 1760, în mare parte pe baza planurilor lui Louis Remy (Rouge) de la Fosse, dar inițial sub intendența constructorului șef Johann Kaspar Herwarthel. Acesta a murit în 1720 și a fost înlocuit cu Johann Clemens Froimont. În prima fază de construcție au fost ridicate până în 1725 corpul central al castelului (Corps de logis), cu excepția Pavilionului Central cu scara principală și Rittersaal, precum și a aripilor laterale. Într-o a doua fază, din 1725 până în 1736, s-au adăugat construcției rizaliții aripilor laterale, altanul fațadei spre grădină și pavilionul central al corpului principal, sub intendența arhitectului Guillaume d'Hauberat. În această perioadă au fost finisate și celelalte elemente ale acestui corp, în mai 1731 a fost sfințită biserica reședinței. Cea de-a treia fază de construcții a fost condusă de inginerul Alessandro Galli da Bibiena, membru al unei celebre familii de arhitecți și scenografi italieni. În această fază, care a durat din 1737 până în 1742, a fost ridicată aripa de vest și casa operei. Sub domnia lui Carol Teodor (1742-1750) s-a construit aripa estică. Constructor șef a devenit după moartea lui Bibiena și al lui d'Hauberat Nicolas de Pigage, care a desăvârșit între 1750 și 1760 aripa de est cu biblioteca princiară, cu colaborarea lui Franz Wilhelm Rabaliatti. La decorul bogat al reședinței au contribuit pictorii Cosmas Damian Asam, Antonio Pellegrini și Lambert Krahe, precum și sculptorii Paul Egell, J. M. van den Branden și Peter Anton von Verschaffelt. În 1795 proiectilele artileriei franceze au distrus aripa de vest a ansamblului. Bombardamentele celui de-al Doilea Război Mondial au distrus în mare parte castelul. Reconstrucția nu s-a efectuat conform formelor inițiale, de exemplu s-a renunțat la acoperișul cu mansardă.
- Biserica Vizita Sf. Fecioare Maria, aparținând de fosta reședință, construită între 1721 și 1731 după planurile lui Johann Clemens Froimon. Interiorul a fost modificat până în 1770. Picturile tavanului și ale cupolei sunt executate de Cosmas Damian Asam. Distrusă în ultimul război, reconstruită între anii 1952 și 1956.
- Biserică Iezuiților Sff. Ignațiu și Francisc Xavier, construită în perioadele 1738-1744 și 1746/47 după proiectul lui Alessandro Galli da Bibiena, interiorul modificat până în 1760, una din cele mai importante biserici baroce din sud-vestul Germaniei. Reconstruită după război după planuri și documente fotografice, biserica are un program sculptural executat de Egell și Verschaffelt.[11]
- Fostul Depozit Militar (Zeughaus), la C 5, adăpostește azi o filială a muzeului Reiss-Engelhorn. Această operă a lui Peter Anton von Verschaffelt a fost construită între 1777 și 1779.
- Vechea Primărie, la F 1, construită între 1700 și 1710.

### Muzee

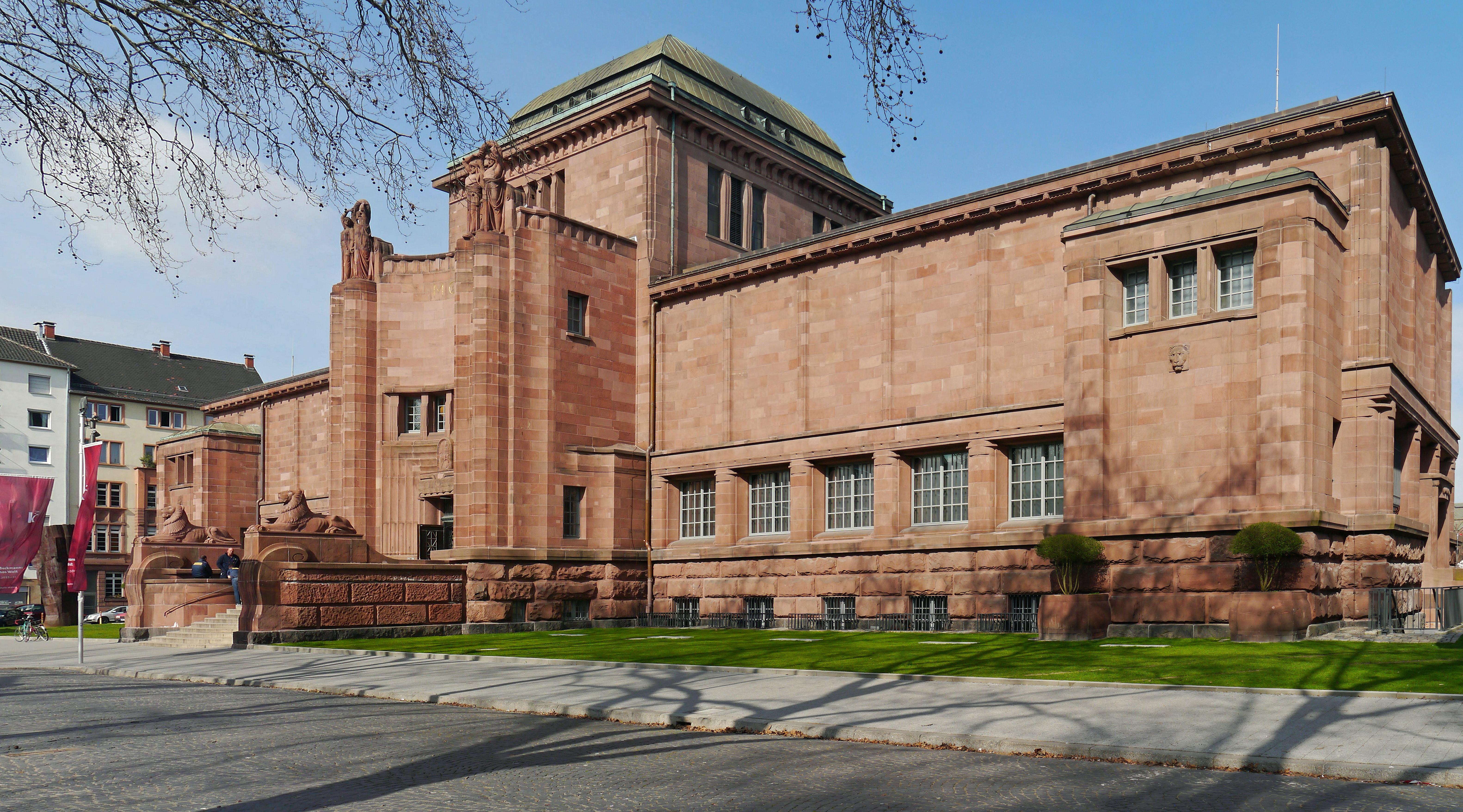
Portalul corpului vechi al Galeriei de Artă (1907)

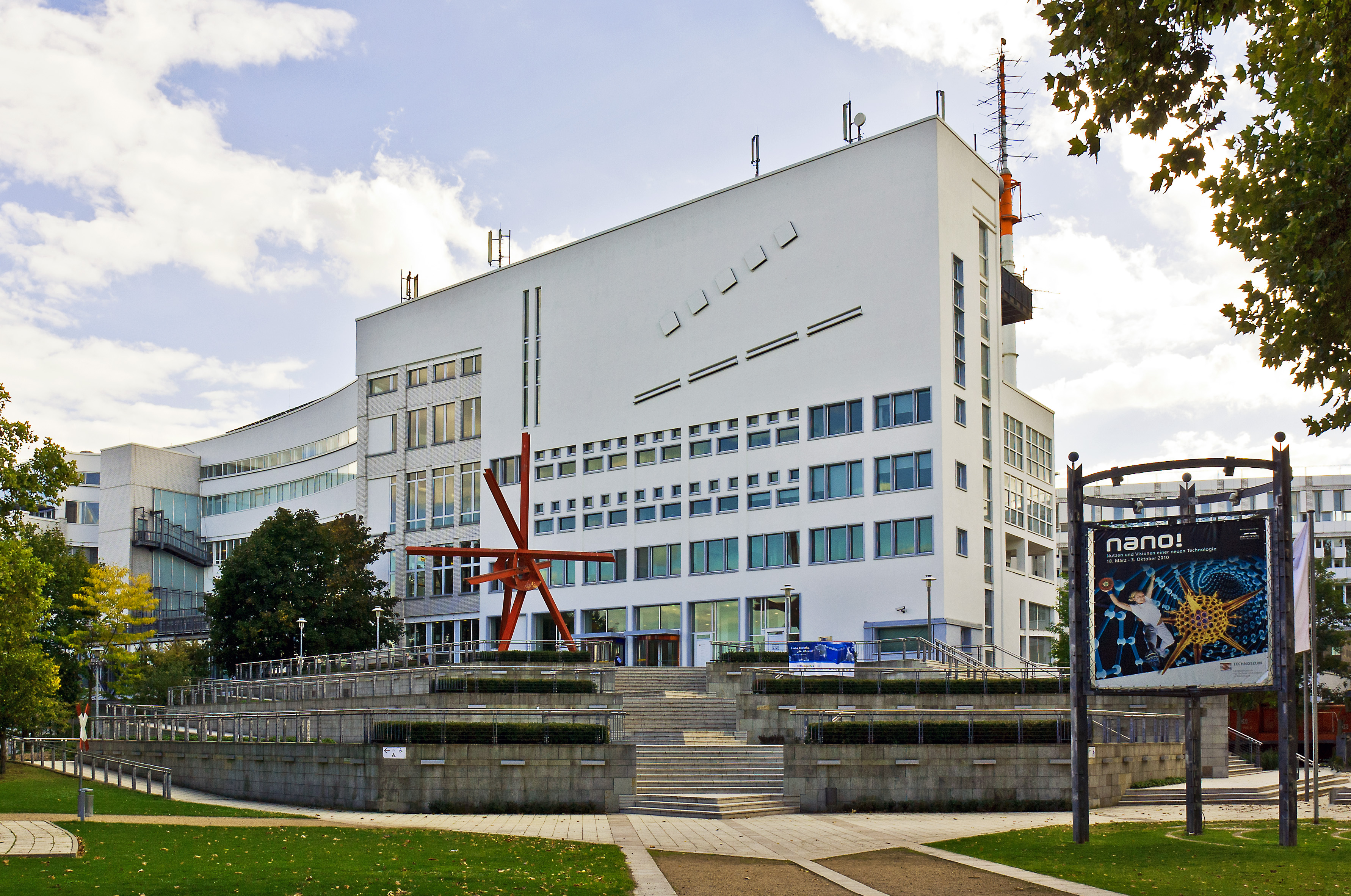
Muzeul Tehnic

- Galeria de Artă a orașului (Städtische Kunsthalle) conține colecții valoroase de sculptură și pictură din secolele XIX și XX.
- Muzeul Reiss-Engelhorn

-Vechea clădire, C5, adăpostește colecții de artă, de istorie locală și istorie a teatrului, exponate din porțelan și faianță, pictură olandeză din sec. al XVII-lea și piese istorice de mobilier.
-Noua clădire, D5, conține secțiunile de arheologie, etnologie și istorie naturală. Ea găzduiește și expoziții temporare.
- Muzeul castelului prezintă istoria castelului până în sec. al XIX-lea, cu ajutorul unor colecții de mobilă, portrete, tapiserii, sculpturi și obiecte de porțelan.
- Technoseum (fostul Muzeul Tehnic al landului Baden-Württemberg - Landesmuseum für Technik und Arbeit, LTA), documentează pe o suprafață de expoziție de 7.500 m2 istoria socială și evoluția tehnică din sud-vestul Germaniei.
- Nava-Muzeu (Museumsschiff) la malul Neckarului informează despre istoria navigației pe Rin.

### Festivaluri și alte evenimente periodice
- Începutul lunii mai: Târgul de Mai, ținut din 1613
- Sfârșitul lunii mai / începutul lunii iunie: Sărbătoarea Orașului
- Toamna, de obicei la sfărșitul lui octombrie / începutul lui noiembrie: Festivalul International al Filmului Mannheim / Heidelberg
- Zilele Schiller (Schillertage) la Teatrul National, din patru în patru ani (2001, 2005...)

## Fapt divers
În Mannheim s-a condus prima bicicletă din lume (1817, de către Karl Drais - de aceea vehiculul s-a numit la început drezină, deși astăzi termenul are o altă conotație).
În 1886, Carl Benz a patentat aici primul său automobil.
În 1865, Friedrich Engelhorn a înființat în Mannheim firma BASF (Badische Anilin- und Soda-Fabrik), care astăzi este cea mai mare întreprindere cu profil chimic din lume (între timp, sediul ei a fost mutat în orașul de pe malul celălalt al Rinului, Ludwigshafen).

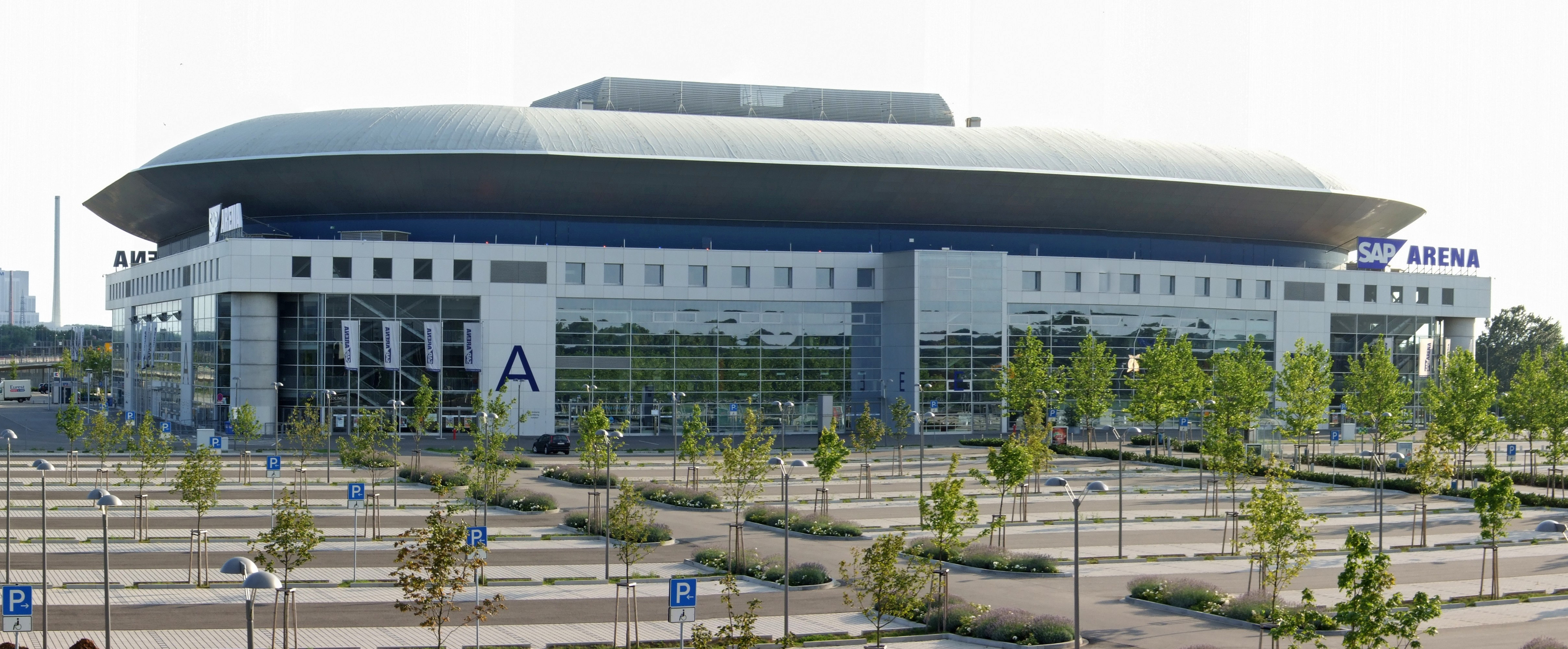
SAP Arena

Circa 25,8 % din populația orașului (una din cele mai ridicate proporții din Germania) este constituită din străini din 166 de țări.
Echipa de hochei pe gheață Adler Mannheim este cea mai titrată echipă din Liga Germană de Hochei (DEL). Începând cu septembrie 2005, echipa joacă meciurile de acasă în noua SAP Arena, una din cele mai moderne săli polivalente din Europa.

## Invenții „Made in Mannheim”

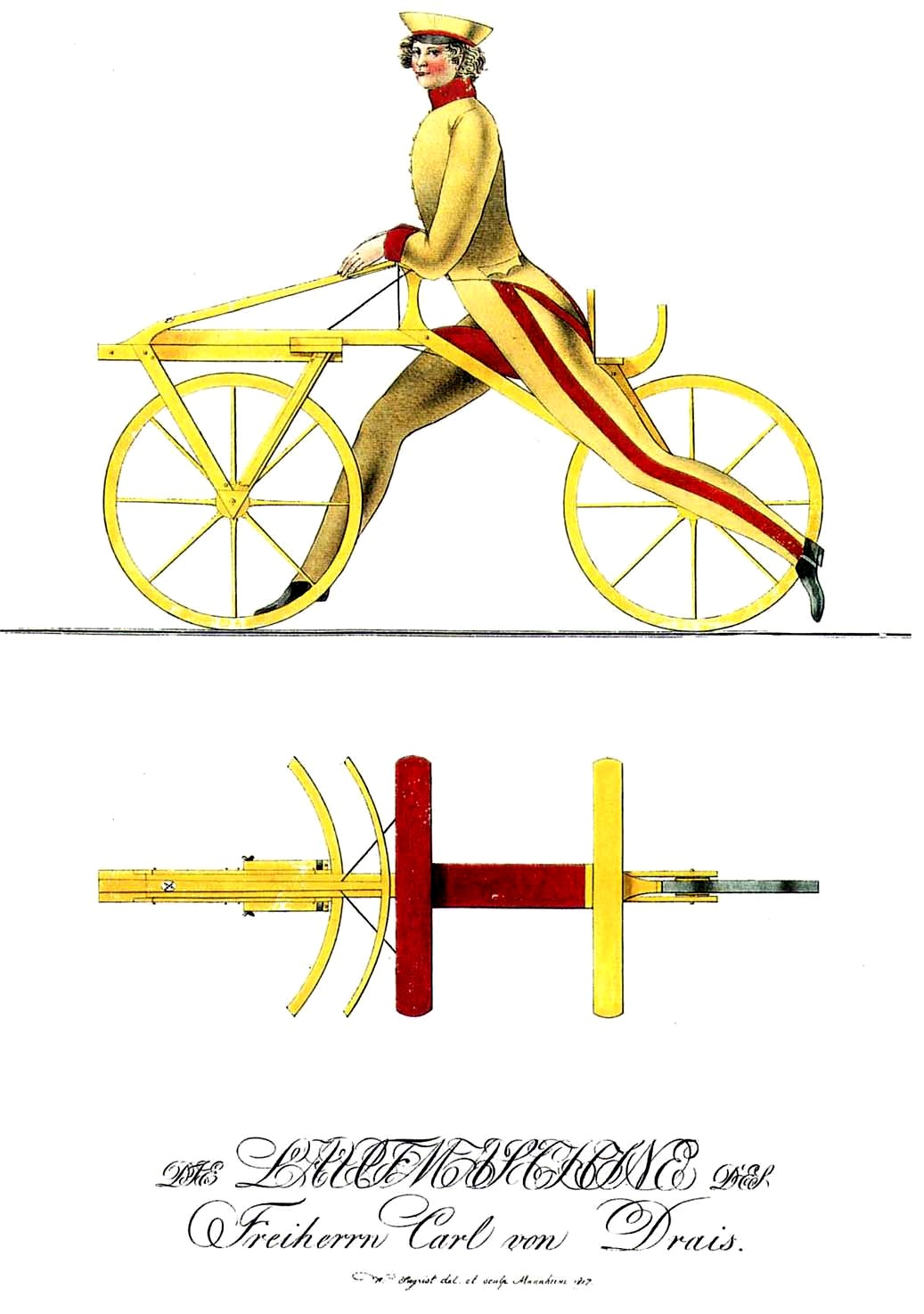
Prima bicicletă din lume, construită la Mannheim de Karl Freiherr von Drais în 1817
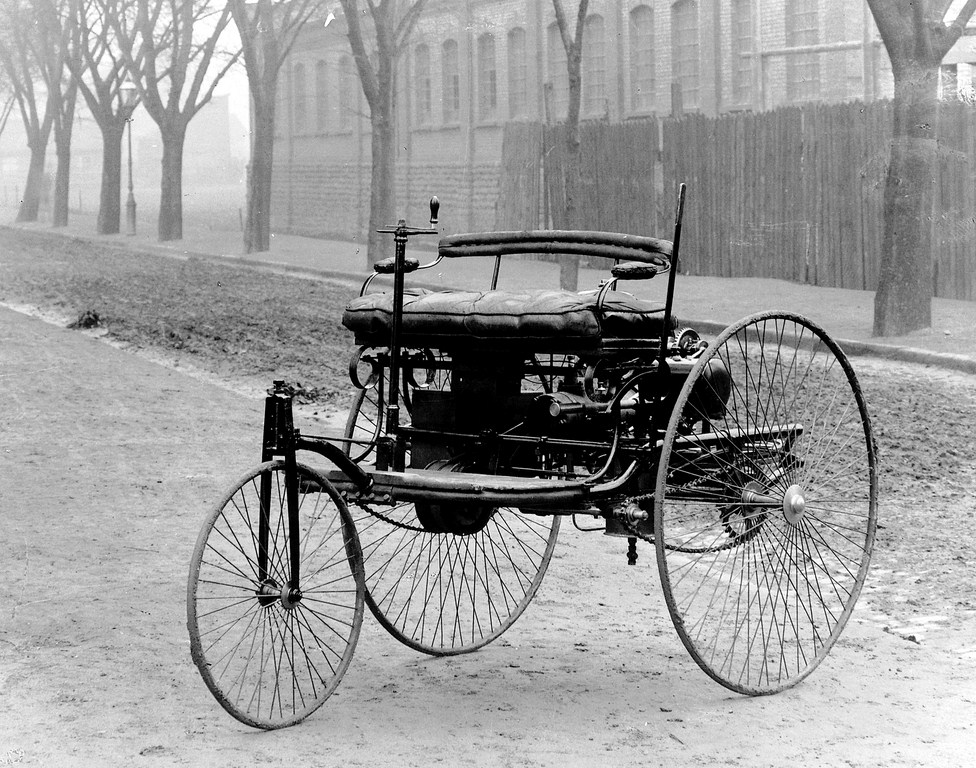
Primul automobil, construit la Mannheim de Carl Benz în 1885
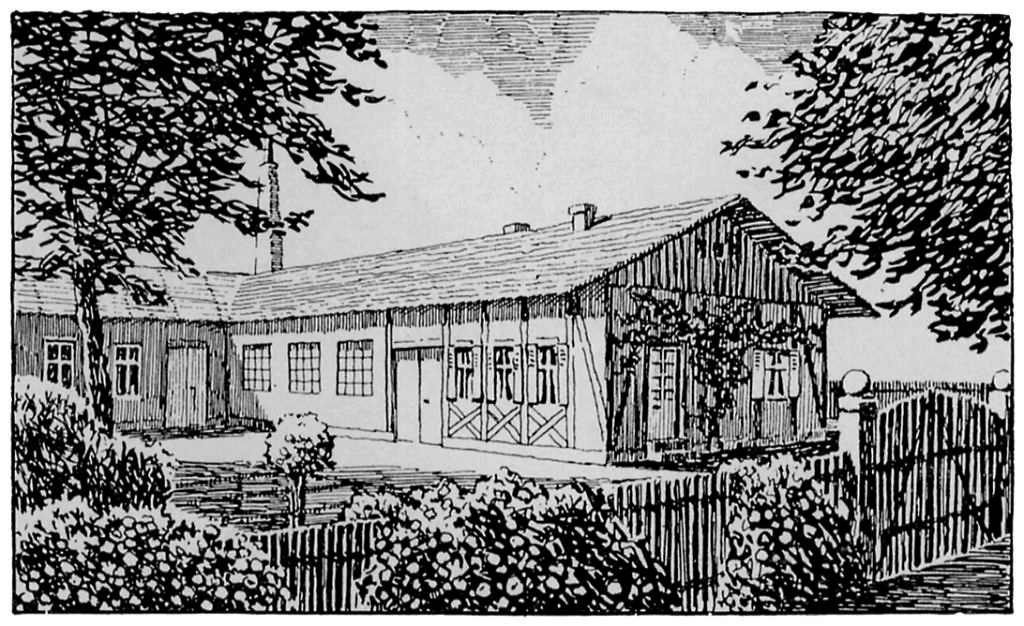
Atelierele Carl Benz din Mannheim (strada T6, 11)
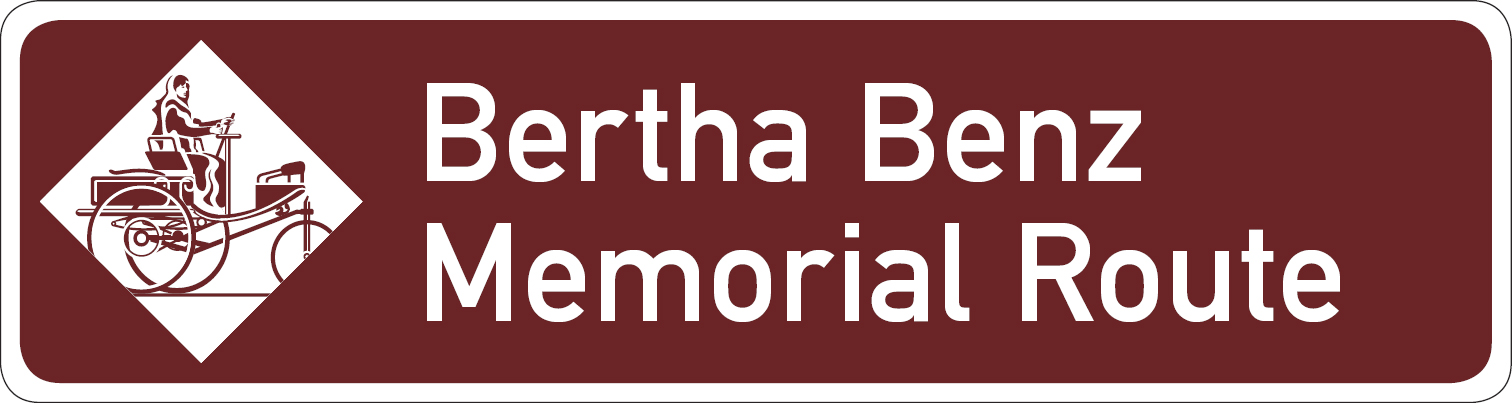
Semn oficial pentru Bertha Benz Memorial Route, care comemorează prima călătorie de lungă distanță parcursă cu automobilul de la Mannheim la Pforzheim în 1888 (104 km / 64 mile)

## Personalități marcante
- Amalie de Zweibrücken-Birkenfeld (1752 - 1828), regină a Saxoniei, ducesă de Varșovia;
- Carolina Augusta de Bavaria (1792 - 1873), împărăteasă a Imperiului Austriac;
- Josephine de Baden (1813 - 1900), prințesă, mama lui Carol I al României;
- Maria de Baden (1817 - 1888), prințesă,
- Moritz Cantor (1829 - 1920), matematician;
- Albert Ladenburg (1842 - 1911), chimist;
- Henry Morgenthau Sr. (1856 - 1946), avocat, om de afaceri și diplomat american;
- Sepp Herberger (1897 - 1977), antrenor;
- Alfred Delp (1907 - 1945), preot, ideolog al Rezistenței germane;
- Heinz Haber (1913 - 1990), fizician, scriitor;
- Ernst Hartmann (1915 - 1992), medic;
- Steffi Graf (n. 1969), tenismenă;
- Ümit Davala (n. 1973), fotbalist, turc.

## Filme
- Mannheim – Eine Zeitreise durch die 50er und 60er Jahre. film documentar, Germania, 2012, 44 Min., Regie: Eberhard Reuß și Christiane Schmied, Producție: SWR, permieră 1 noiembrie 2012 în SWR, programul emisiei[nefuncțională]
 cu secvențe din film online.
- Mozart în Mannheim. film documentar, Germania, 2008, 29 Min., Scenariu și regie: Harold Woetzel, Producție: SWR, premieră: 24. Mai 2010 la televiziunea națională germană Das Erste, Informații despre film[nefuncțională]
 la SWR.
- Schiller. film artistic, Germania, 2005, 90 Min., Scenariu: Hendrik Hölzemann, Martin Weinhart, Regie: Martin Weinhart.
- Bilderbuch Deutschland: Mannheim – Gegensätze im Quadrat. Film documentar, Germania 2002, 43 Min., Scenariu și regie: Christina Brecht-Benze, Producție: SWR, premieră: 30. Juni 2002, programul de emisie al  Nord Deutscher Rundfunk.

## Orașe înfrățite
- Sector Beyoğlu din Istanbul, Turcia[16]
- Bydgoszcz, Polonia
- Cernăuți, Ucraina[17]
- Sector Charlottenburg-Wilmersdorf din Berlin, Germania
- Chișinău, Republica Moldova
- Haifa, Israel
- Klaipėda, Lituania
- Qingdao, China
- Riesa, Germania
- Swansea, Regatul Unit
- Toulon, Franța
- Windsor, Canada
- Zhenjiang, China